# Rugby en Venezuela

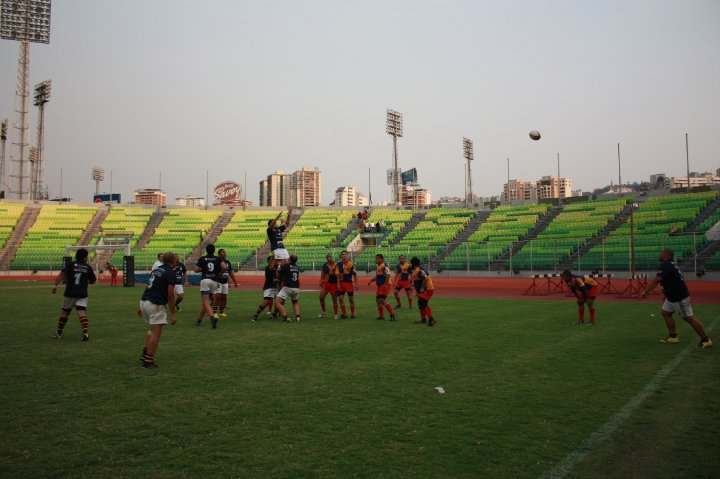
Partido de rugby entre 2 equipos venezolanos en el Estadio Olímpico de la UCV

El rugby en Venezuela se practica principalmente en las universidades. No tiene tantos seguidores como el béisbol, el fútbol o el baloncesto. Es dirigido por la Federación Venezolana de Rugby.

## Historia

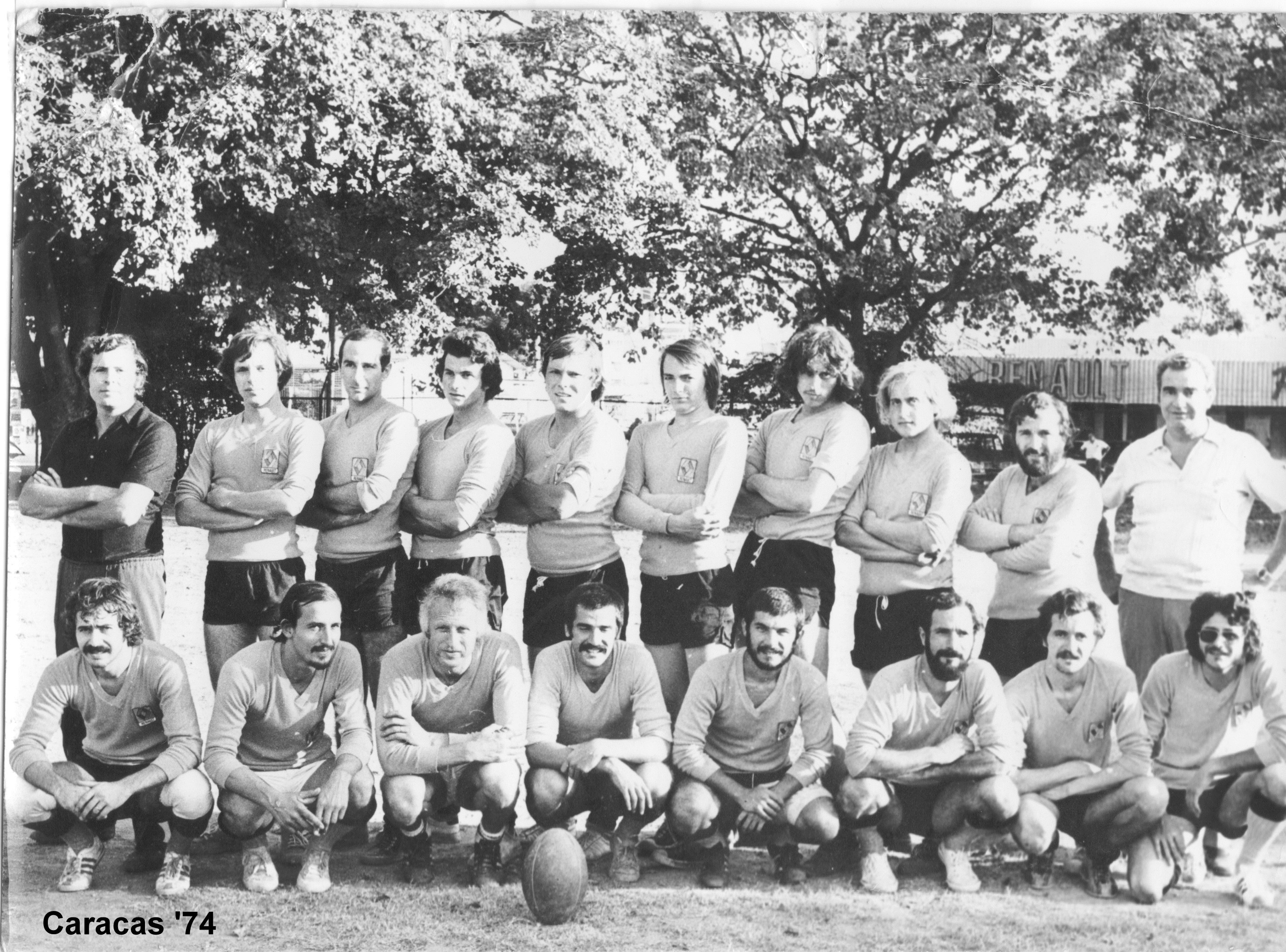
Club Renault en 1974.

La historia del rugby en Venezuela se remonta a los años cincuenta del siglo pasado, cuando un grupo de trabajadores británicos de la industria petrolera juegan el primer partido en el estado Zulia.  En 1974, personas provenientes de Francia, Argentina, Chile y Uruguay crearon en Caracas los equipos Martell y Renault. Martell y Renault disputaron el 14 de julio de 1974 el primer partido organizado de Rugby en Caracas. Más tarde los dos clubes se mezclaron para formar el Rugby Club de Caracas (RCC).
En 1978 nació el equipo de rugby de la Universidad Simón Bolívar, el primero compuesto por jugadores netamente venezolanos. Uno de los promotores principales del rugby en las universidades fue el profesor venezolano Luis Castro Leiva, quien llegó a ser presidente de la Federación Venezolana de Rugby.
Con el tiempo, el rugby se extendió a otras ciudades venezolanas. En 1992 se fundó la Federación Venezolana de Rugby.

## Competiciones
Las competiciones de rugby más importantes en Venezuela en la modalidad de 15 son el Campeonato Venezolano de Clubes de Rugby, el Campeonato Venezolano de Estados de Rugby y el Torneo Internacional de Rugby Los Andes. En Rugby 7 existen competiciones auspiciadas por la Federación Venezolana de Rugby como el Circuito Nacional de Sevens, el Torneo de Rugby Santa Teresa Seven a side y el Seven de las Flores.